# كلاڤير
كلاڤير، هي بلدية في محافظة تورينتو في منطقة بيدمونت الايطالية، وتقع على بعد حوالي 80 كيلومترا (50 ميلاً) غرب وسط تورينو بالقرب من حدود فرنسا. كلاڤير قرية تزلج صغيرة جدا ولكنها مجهزة تجهيزاً جيداً. ويستمر موسم الثلج من ديسمبر إلى أبريل. وللكنيسة بوابه على الطراز القوطي

## التاريخ
كلاڤير المعروف بأسم كلاڤيرز حتى اوائل القرن التاسع عشر معروفاً في العصر الروماني بسبب موقعه الاستراتيجي بالقرب من مونتجينيفر في عام 1713 عليها مملكة سردينيا وتم تحطيم كلاڤير خلال الحرب العالمية الثانية. وتم نقل الحدود بين فرنسا وايطاليا بحيث قسمت القرية إلى قسمين وتم ترميم الحدود السابقة في 1974.

## المنتجعات
كلاڤير هي جزء من ڤيا لاتيه في إيطاليا حيث اقيمت دورة تشمل الالعاب الاولمبية الشتوية لعام 2006. تشمل المنتجعات المرتبطة ما يلي
- براغيلاتو سان سيكاريو سيستريير سالزدو مونجينيفر